# Alessandro Bertolazzi
Alessandro Bertolazzi (* 16. Februar 1958 in Casanova Elvo) ist ein italienischer Maskenbildner und Oscarpreisträger.

## Karriere
Bertolazzis Karriere im Filmgeschäft begann 1988, als er für den italienischen Kurzfilm Body & Soul das erste Mal als Maskenbildner arbeitete. Es folgten weitere Anstellungen in italienischen Produktionen, bis er im Jahr 2006, im Film Babel, erstmals für eine internationale Produktion arbeitete. Es folgten in den weiteren Jahren Filme wie Gomorrha – Reise in das Reich der Camorra, Illuminati, Eat Pray Love, Die Einsamkeit der Primzahlen, James Bond 007: Skyfall und Herz aus Stahl.
Für seine künstlerische Leistung in dem Film Suicide Squad erhielt Bertolazzi mit seinen Kollegen Giorgio Gregorini und Christopher Nelson die Auszeichnung bei der Oscarverleihung 2017 in der Kategorie bestes Make-up und beste Frisuren.

## Filmografie (Auswahl)
- 1988: Body & Soul
- 1993: Das Mädchen und der Delfin (Azzurro profondo, Fernsehfilm)
- 1998: Das Phantom der Oper
- 2006: Babel
- 2008: Gomorrha – Reise in das Reich der Camorra (Gomorrha)
- 2009: Illuminati (Angels and Demons)
- 2010: Eat Pray Love
- 2010: Die Einsamkeit der Primzahlen (La solitudine dei numeri primi)
- 2012: The Impossible (Lo Impossible)
- 2012: James Bond 007: Skyfall (Skyfall)
- 2014: Herz aus Stahl (Fury)
- 2015: Königin der Wüste (Queen of the Desert)
- 2016: Suicide Squad
- 2017: War Machine